# آدنوم تیروئید

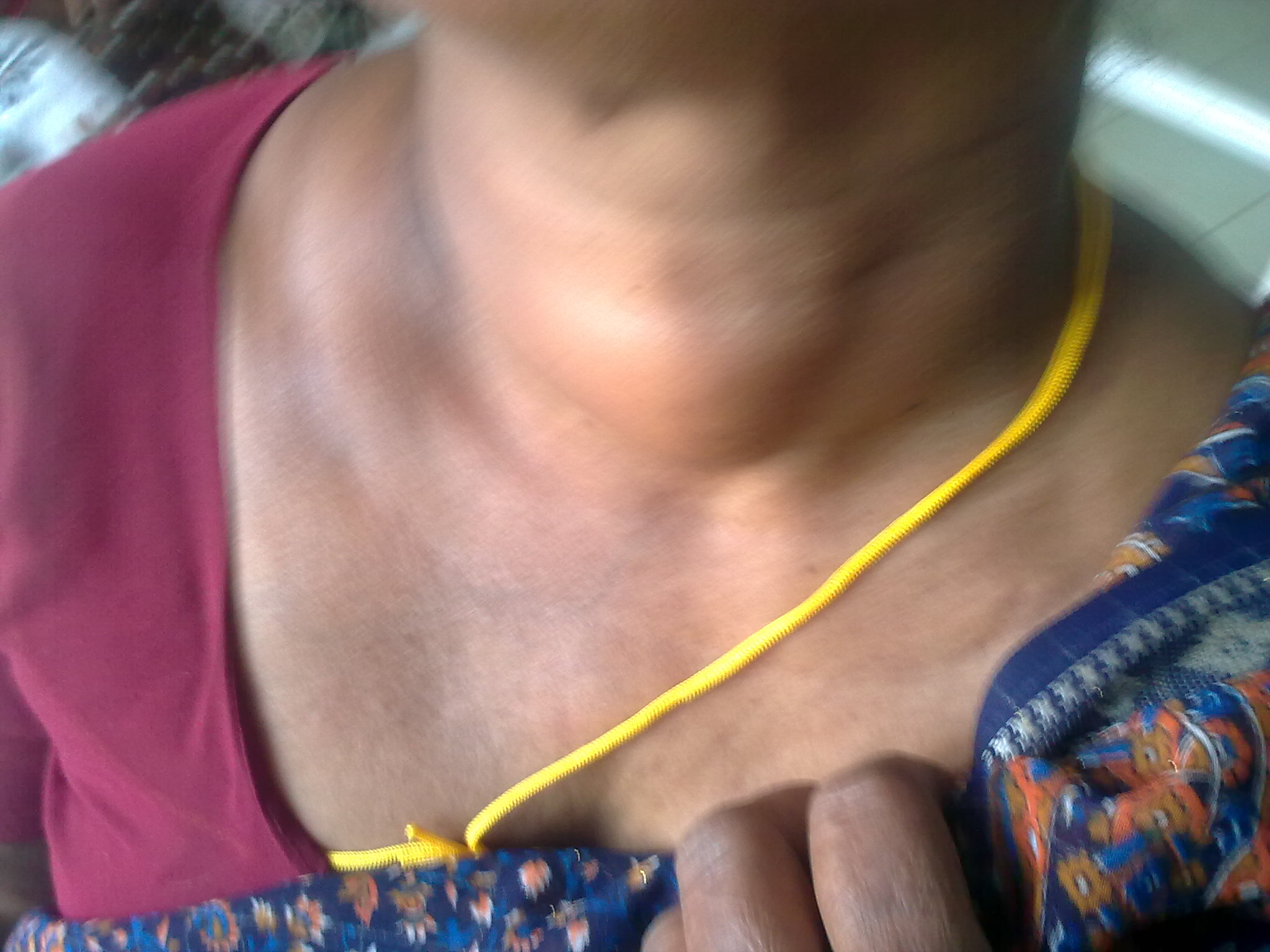
ادنوم تیرویید معمولا قبل از اینکه به اندازه ای بزرگ شود که با چشم دیده شود با تغییرات هورمونی که ایجاد میکند توسط پزشک کشف میشود

آدنوم تیروئید (به انگلیسی: Thyroid adenoma) یک تومور خوشخیم غده تیروئید است.

## تظاهرات
آدنوم تیروئید می‌تواند از لحاظ بالینی بدون تظاهر باشد، یا ممکن است توموری تولیدکننده هورمون تیروئید باشد. این حالت، ممکن است منجر به تظاهرات پرکاری تیروئید در بیمار شود که در این صورت آدنوم سمی تیروئید نیز نامیده می‌شود.

### ریخت‌شناسی
آدنوم فولیکولار تیروئید به‌طور متوسط قطری حدود ۳ سانتیمتر دارد که در مواردی کوچکتر یا بزرگتر (تا حدود ۱۰ سانتیمتر) است. یک آدنوم تیروئید معمولی، منفرد، کروی و محصور شده‌است و به خوبی از پارانشیم اطراف قابل افتراق است. رنگ توده بین خاکستری مایل به سفید تا قرمز مایل به قهوه‌ای بسته به نوع سلولی و محتوای کلوئیدی اش متفاوت است.
مناطق خونریزی دهنده، فیبروز، کلسیفیکاسیون و تغییرات کیستیک، شبیه به آنچه که در گواتر مولتی ندولر وجود دارد، در آدنوم تیروئید (فولیکولار) شایع هستند، به ویژه در ضایعات بزرگتر.

## انواع
تقریباً تمام آدنوم‌های تیروئید، آدنوم فولیکولار هستند. آدنوم فولیکولار می‌تواند به انواع «سرد»، «گرم» یا «داغ» بسته به سطح عملکردش دسته‌بندی شود. از لحاظ بافت شناسی نیز تومورهای فولیکولاز بسته به معماری سلولی و مقادیر کلوئیدی آن به انواع مختلف تقسیم‌بندی می‌شوند.
آدنوم‌های پاپیلاری بسیار نادر هستند.

## تشخیص افتراقی
تفاوت آدنوم تیروئید و گواتر مولتی ندولر در این است که آدنوم تیروئید عموماً منفرد است و نئوپلاسمی است که در نتیجه جهش (یا مشکلات ژنتیکی دیگر) در یک سلول پیش‌ساز اتفاق افتاده است. در عوض گواتر مولتی ندولر در نتیجه پاسخ هایپرپلاستیک غده در برابر یک تحریک مثل کمبود ید اتفاق می‌افتد.
برای افتراق آدنوم فولیکولار از کارسینوم فولیکولار تیروئید با تهاجم کم، بررسی‌های دقیق پاتولوژیک لازم است.

## درمان
بیشتر بیماران مبتلا به آدنوم تیروئید می‌توانند توسط درمان مراقبتی-انتظاری و بدون دخالت جراحی اداره شوند. با اینحال بعضی از بیماران پس از اینکه از خطرات بیماری‌شان آگاه می‌شوند درمان جراحی را ترجیح می‌دهند. پایش منظم بیمار شامل پیگیری تغییرات اندازه ندول یا تغییر در علائم بیمار می‌شود که در صورت بزرگ شدن ندول سونوگرافی یا بافت برداری آسپیراسیون دوباره انجام می‌شود.